# Балки (Жмеринський район)
Балки́ — село в Україні, у Барській міській громаді Жмеринського району Вінницької області. До 2020 адміністративний центр Балківської сільської ради.

## Географія
Село розташоване на правому березі річки Рів, є передмістям міста Бар. Відстань до залізничної станції Бар — 5 кілометрів.

## Історія
Заснування Балок відносять до XV сторіччя.
1649 року село визволяли від військ Речі Посполитої загони Максима Кривоноса. 1651 року по селу прямував загін Богдана Хмельницького.
У XIX столітті село входило до Могилівського повіту Подільської губернії. У 1820-х роках у селі Балки оселилися 17 родин старообрядців, які прибули сюди з інших регіонів Російської імперії. На кінець XIX століття в селі нараховувалося 98 домів.
За радянських часів в Балках розташовувалася бригада колгоспу ім. Фрунзе з центром в селі Йосипівці. За бригадою було закріплено 241 гектар землі, з них 208 га орної. Вирощувалися зернові культури, цукрові буряки, було розвинуте тваринництво м'ясо-молочного напряму. 
16 липня 1941 року село Балки було окуповане німецькими загарбниками, а 25 березня 1944-го року - визволене Червоною армією. За час окупації в селі було вбито та замучено 720 чоловік, 62 людини стали остарбайтерами й 76 людей було відправлено на каторгу.
В 1970-х роках працювали: восьмирічна школа, бібліотека, клуб, фельдшерсько-акушерський пункт.
12 червня 2020 року, відповідно до Розпорядження Кабінету Міністрів України № 707-р «Про визначення адміністративних центрів та затвердження територій територіальних громад Вінницької області», увійшло до складу Барської міської громади.
17 липня 2020 року, в результаті адміністративно-територіальної реформи та ліквідації Барського району, село увійшло до складу Жмеринського району.

## Населення
Населення села на початку 1970-х років становило 1630 осіб.

### Мова
Розподіл населення за рідною мовою за даними перепису 2001 року:
| Мова       | Відсоток |
| ---------- | -------- |
| українська | 78,85%   |
| російська  | 21,15%   |

## Інфраструктура
У селі діють загальноосвітня школа I—II ступенів із дитсадком, бібліотека. У 2016 році на схід від села збудували сонячну електростанцію «Балки». Діє Спасо-Преображенська церква Вінницької єпархії УПЦ (МП).

## Пам'ятки
- Спасо-Преображенська церква (кінець XIX ст.) — пам'ятка архітектури місцевого значення.
- Дев'ятирічна школа, заснована в 1905-му році

## Відомі люди
- В селі жив М. Є. Врублевський — член першого уряду червоної України[3].
- В селі народився, закінчив Балківську школу Ставничий Анатолій Станіславович (1939—2017) — заслужений журналіст України, генеральний директор Запорізької обласної телерадіокомпанії (1983—2006).
- Балківську школу закінчив Ординський Леонід Іванович (1973—2014) — молодший сержант Збройних сил України, учасник російсько-української війни[12].
- У селі виріс український лижник, дворазовий срібний призер зимових Паралімпійських ігор 2018 у Пхьончхані Олександр Казік[13].
- Штейко Олександр Борисович (1971—2017) — старший сержант Збройних сил України, учасник російсько-української війни.
- Дроздов Сергій Анатолійович(1989—2022) — молодший сержант ЗСУ, учасник російсько-української війни.
- Проживав Січак Віталій Олександрович (1972 - 2022) - старший солдат ЗСУ, учасник російсько-української війни[14].